# Chikungunya
El chikungunya, conegut a més com febre chikungunya, és un virus del gènere alfavirus, transmès per la picada dels mosquits portadors Aedes, tant l'Aedes aegypti com l'Aedes albopictus.
El virus es transmet de manera similar a la febre del dengue i causa una malaltia amb una fase febril aguda que dura de dos a cinc dies, seguit d'un període de dolors en les articulacions de les extremitats; aquest dolor pot persistir setmanes, mesos o fins i tot anys en un percentatge que pot vorejar un 12% dels casos.
La millor forma de prevenció és el control general del mosquit, a més d'evitar les picades de mosquits infectats. Fins a la data no hi ha un tractament específic, però hi ha medicaments que es poden usar per reduir els símptomes. El repòs i la ingesta de líquids també poden ser útils. L'OMS inclou la febre chikungunya, juntament amb el dengue, a la llista de Malalties tropicals desateses.

## Etimologia
La paraula chikungunya (pronunciada /txi-kun-gú-nya/) és d'origen maconde i significa malaltia de l'home retorçat a causa del fort dolor articular que provoca l'artritis que caracteritza la malaltia. Va ser descrita per primera vegada per un dels col·laboradors de l'equip de l'epidemiòleg Marion Robinson el 1955. El virus chikungunya es relaciona estretament amb el virus o’nyong’nyong.

### Confusió lingüística
D'acord amb la publicació inicial de Lumsden 1955 sobre l'epidemiologia de la malaltia, el terme chikungunya deriva de l'arrel verbal kungunyala del maconde, una llengua bantu del sud de Tanzània i nord de Moçambic. Vol dir assecar-se o retorçar-se. Autors posteriors a Robinson, passant per alt les referències al maconde van assumir la seva procedència del suahili, llengua franca de la zona (oficial a Tanzània). Aquest error d'atribució es va repetir al llarg de les successives reimpressions documentals. Molts altres errors d'ortografia i de formes del terme s'han emprat comunament, tals com febre del pollastre de Guinea, pollastre de gunaya i chickengunya.

## Vector de transmissió
Els mosquits obtenen el virus ingerint sang d'un humà infectat. No se sap si el mosquit és immediatament contagiós o si existeix una fase d'evolució en el seu cos, per exemple per transmetre l'agent infecciós del tub digestiu de l'insecte a les seues glàndules salivars (vegeu malària). El virus es troba tant en espècies animals salvatges com certa classe de simis, com en els animals domèstics.

## Quadre clínic
Els primers símptomes se semblen a una crisi de paludisme o de dengue encara que la febre chikungunya no té res a veure amb aquestes malalties. La malaltia comença amb una forta febre, de vegades superior a 40 °C, que dura tres dies. A aquesta febre la segueix un eritema i, durant cinc dies, cruiximent molt dolorós a les articulacions. Aquests dolors a les articulacions poden romandre o reaparèixer fins uns quants mesos després de la primera crisi.
S'ha de sospitar pel quadre clínic abans mostrat, i en el context epidemiològic de cada pacient que presenti la simptomatologia anteriorment descrita, així com altres factors desencadenants del virus, com contacte amb infectats, viatges a zones que hagin declarat l'epidèmia, viatges a zones endèmiques, contacte directe amb contagiats o transfusions de sang, entre d'altres. El diagnòstic precís s'ha de fer per hemoaglutinació indirecta o amb una prova ELISA.

### Evolució
La malaltia s'autolimita en la majoria dels casos, presentant una mortalitat d'un 0,4% en menors d'un any. També augmenta en persones majors amb patologies concomitants. La incubació de la malaltia en l'humà dura de 4 a 7 dies. La transmissió directa entre humans no està demostrada. La transmissió de la mare al fetus a l'interior de l'úter podria, no obstant això, existir. La febre chikungunya podria provocar lesions neurològiques greus i fins i tot letals en el fetus.

## Tractament
No existeix tractament curatiu, és a dir, que el chikungunya no té cura. Només s'aplica un tractament exclusivament pal·liatiu a base de paracetamol que en mitiga els símptomes.

## Prevenció
La principal mesura de prevenció és l'eliminació dels vivers de mosquits vectors: Aedes aegypti i Aedes albopictus. D'aquesta manera es prevenen a més les altres malalties transmeses per aquestes espècies. És a dir, s'imposa eliminar tot estancament d'aigües, tant natural com artificial. La responsabilitat òbviament incumbeix a les comunitats, però també a particulars.
En casos de brots, es necessita incrementar la prevenció, evitant la picada dels mosquits transmissors mitjançant posada en pràctica de controls ambientals PEMDS. Els repel·lents són d'utilitat, respectant les instruccions d'ús, sobretot els que continguin N-Octyl, DEET o permetrina. Es recomana que a les zones amb climes temperats o càlids s'usi roba que cobreixi la major part de les superfícies exposades a picades, i instal·lar els tenderols i una altra classe de protectors per prevenir l'accés dels mosquits des de finestres i portes, a més de l'ús de mosquiteres tractades o no amb insecticides. En tot cas, s'imposa l'eliminació de tolls i aigües estancades, ja que són brou de cultiu per a la reproducció dels mosquits.